# Torpedo Mark 50
El torpedo Mark 50 Advanced Lightweight Torpedo (ALWT) es un torpedo antisubmarino fabricado en Estados Unidos para la US Navy.

## Historia
Fue diseñado para sustituir al torpedo Mark 46 en servicio con la US Navy. Entró en servicio con la marina de guerra en 1992.

## Características
Es un torpedo de guiado por computadora, lanzado desde buques de guerra y aeronaves. Alcanza los 40 nudos de velocidad y los 1900 pies (579,1 m) de profundidad y es guiado por computadora.

## Reemplazo
Para sustituir a los torpedos Mark 46 y Mark 50, la US Navy ha desarrollado el torpedo Mark 54 basado en el sistema de guiado del Mark 50 y el sistema de propulsión del Mark 46.